# Hudson (Michigan)
Hudson est une ville du comté de Lenawee, dans l'État du Michigan, aux États-Unis. En 2020, sa population était de 2 415 habitants.